# Jimmy Clausen
Pour les articles homonymes, voir Clausen (homonymie).
(en) Statistiques sur pro-football-reference
James Richard Clausen dit Jimmy Clausen (né le 21 septembre 1987 à Thousand Oaks) est un joueur américain de football américain en National Football League (NFL).
Clausen commence sa carrière professionnelle chez les Panthers de la Caroline où il est le quarterback titulaire pendant dix matchs au cours de sa saison rookie en 2010 et compile un bilan d'une victoire contre neuf défaites. Désigné réserviste au cours des trois saisons suivantes il ne dispute aucun autre match. En 2014 et 2015, il est joueur réserviste pour respectivement les Bears de Chicago et les Ravens de Baltimore.

## Lycée
Clausen étudie au Oaks Christian High School de Westlake Village. Lors de sa dernière année, en 2006, il inscrit quarante-six touchdown à la passe. Clausen n'a jamais perdu de match lorsqu'il en est désigné titulaire (42-0). En 2006, il remporte le Hall Trophy et se voit décerner le titre de meilleur joueur offensif de l'année au niveau lycéen par le quotidien USA Today. Clausen suscite la polémique notamment à cause de son âge puisqu'il avait dix-neuf ans quand il termine ses études au lycée.

## Carrière

### Université

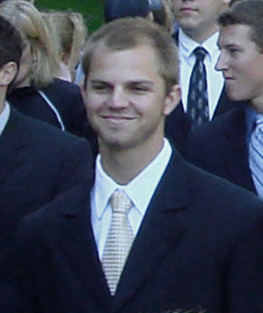
Clausen lors du défilé des joueurs de Notre Dame en 2007.

Il intègre l'université de Notre-Dame le 16 janvier 2007. Lors de ses six premiers matchs en tant que titulaire du Fighting Irish, il n'en remporte qu'un seul sur six et est remplacé par Evan Sharpley lors de la défaite le 13 octobre 2007 contre les Eagles de Boston College. L'entraineur Charlie Weis décide de laisser Sharpley au poste de titulaire, Clausen ayant subi vingt trois sacké depuis le début du championnat. Après une défaite contre la Navy, Clausen retrouve son poste. Il termine la saison 2007 avec 56,3 % de réussite dans ses passes, un total de 1254 yards et sept touchdowns à la passe malgré six interceptions, deux touchdowns inscrits à la course et 34  sacks subis (record de l'équipe).
En 2008, il réussit 60,9 % de ses passes pour un gain cumulé de 3172 yards et inscrit vingt-cinq touchdowns à la passe pour dix-sept interceptions. Il permet à Notre-Dame d'afficher un bilan positif de 7 victoires pour 6 défaites en saison régulière. Il termine la saison par une victoire 49 à 21 contre Hawaï lors du Sheraton Hawaii Bowl. En octobre 2009, il est désigné All-American par le magazine Sporting News et finit la saison avec 68,8 % de réussite à la passe pour un gain total de 3722 yards, vingt-huit touchdown inscrits à la passe  pour seulement quatre interceptions. Le lundi 7 décembre 2009, il annonce qu'il fait l'impasse sur sa dernière saison d'éligibilité avec Notre-Dame pour se présenter à la draft de la NFL.

### Professionnelle

#### Draft 2010
Après son annonce, Clausen se place tout de suite au poste de favoris de la draft avec Sam Bradford. Certains organismes le voient choisi dans les dix premiers choix mais il n'est finalement sélectionné qu'en 48e choix global lors du second tour de la draft par la franchise des Panthers de la Caroline. Certains analystes ont estimé que le non-choix de Clausen lors du premier tour était dû à son mauvais caractère et à certains incidents survenus en dehors du stade.

#### Panthers de la Caroline
Le 28 juillet 2010, Clausen signe un contrat de quatre ans pour un montant de 6,3 millions de dollars. Il fait ses débuts dans la NFL lors du premier match de la saison à la suite d'une commotion subie par le titulaire Matt Moore. Après un match décevant de la part de Moore lors du second match de la saison, Clausen est titularisé en 3e semaine contre les Bengals de Cincinnati où il réussit seize passes sur trente-trois pour un gain total de 188 yards et une interceptions. Après le match, il se dispute avec son coéquipier Steve Smith. Lors du quatrième match, il inscrit son prremier touchdown professionnel à la passe. En fin de saison, il totalise treize matchs joués (dont dix en tant que titulaire) et affiche un bilan de 51,8 % de passes réussise, trois touchdowns inscrits à la passe pour neuf interceptions et deux fumbles.
Lors de l'inter saison 2011, il retourne à l'université de Notre-Dame afin de terminer ses études en sociologie. Durant l'avant saison 2011, il doit lutter pour rester titulaire contre  Cam Newton sélectionné en 1er choix lors de la draft par les Panthers. Il est finalement désigné troisième quarterback pour les saisons 2011 et 2012, derrière Newton et Derek Anderson, nouvellement recruté. Il n'a plus rejoué dans un match de saison régulière depuis 2010 et est libéré le 31 août 2013 par la franchise.

#### Bears de Chicago
Le 5 juin 2014, il signe un contrat d'un an avec les Bears de Chicago. Il passe la plus grande partie de la saison 2014 en tant que réserviste de Jay Cutler. Le 17 décembre 2014, les Bears annoncent que Clausen remplacera Jay Cutler au poste de quarterback titulaire à la suite d'un bilan négatif de cinq victoires et neufs défaites.
Le 6 mars 2015 , il signe une prolongation de contrat d'un an avec les Bears avant d'être libéré le 23 novembre 2015.

#### Ravens de Baltimore
Il est engagé par les Ravens de Baltimore le 24 novembre 2015 en tant que réserviste de Matt Schaub. Après une blessure subie par ce dernier, Clausen est désigné quarterback titulaire pour le match contre les Seahawks de Seattle du 13 décembre 2015.

## Vie personnelle
En fin de semaine de la Saint-Valentin 2015, Clausen épouse Jess Gysin, joueuse professionnelle de volleyball.